# Тарнув (гміна)
Гміна Тарнув (пол. Gmina Tarnów) — сільська гміна у південній Польщі. Належить до Тарновського повіту Малопольського воєводства.
Станом на 31 грудня 2011 у гміні проживало 24541 особа.

## Площа
Згідно з даними за 2007 рік площа гміни становила 82.81 км², у тому числі:
- орні землі: 71.00%
- ліси: 13.00%

Таким чином, площа гміни становить 5.85% площі повіту.

## Населення
Станом на 31 грудня 2011:
| Опис     | Загалом | Загалом | Чоловіки | Чоловіки | Жінки | Жінки |
| -------- | ------- | ------- | -------- | -------- | ----- | ----- |
| одиниця  | осіб    | %       | осіб     | %        | осіб  | %     |
| все      | 24541   | 100     | 12129    | 49.42    | 12412 | 50.58 |
| міське   | 0       | 100     | 0        |          | 0     |       |
| сільське | 24541   | 100     | 12129    | 49.42    | 12412 | 50.58 |

## Сусідні гміни
Гміна Тарнув межує з такими гмінами: Вешхославиці, Войнич, Ліся Гура, Плесьна, Скшишув, Тухув, Чарна.